# Ігнатенко Володимир Дмитрович
Володимир Дмитрович Ігнатенко (31 січня 1940, лісництво Голубля (тепер — Підлясек, Перемишльське воєводство, Польща) — 27 листопада 2010, Донецьк, Україна) — український оперний співак, тенор, професор Львівської національної музичної академії імені Миколи Лисенка. Заслужений артист УРСР. Народний артист Української РСР (1989), Лауреат Міжнародної премії Національної Спілки театральних діячів України

## Життєпис
Володимир Ігнатенко народився 31 січня 1940 року.
1958 року він вступив на вокальний факультет Львівської консерваторії імені Миколи Лисенка.
У 1964 році В. Ігнатенко став солістом Львівського театру опери та балету, на сцені якого виконав провідні тенорові партії у 56 операх  зокрема Хозе («Кармен» Ж. Бізе), Енцо («Джоконда» А. Понк'єллі), Стефан, Йонтек («Зачарований замок», «Галька» Монюшка), Пінкертон, Каварадоссі («Мадам Баттерфляй», «Тоска» Дж. Пуччіні), Тангейзер («Тангейзер» Р. Вагнера), Микола Задорожний («Украдене щастя» Ю. Мейтуса), Манріко, Радамес, Отелло, Ернані («Трубадур», «Аїда», «Отелло», «Ернані» Дж. Верді), Азазель («Мойсей» М. Скорика), Назар («Назар Стодоля» К. Данькевича) та багато інших партій.
1983 року його було запрошено на викладацьку роботу до Львівської консерваторії на кафедру сольного співу. У 1993 році йому присвоєне наукове звання доцента, а 1999 року — професора Львівської державної консерваторії ім. М. Лисенка.
З 1992 року до смерті очолював кафедру сольного співу Львівської національної музичної академії імені Миколи Лисенка.
Серед його учнів лауреати та дипломанти міжнародних і всеукраїнських конкурсів вокалістів: Н. Перетягіна, Г. Гаврилко, Т. Іванів, В. Лісковецький, П. Радейко, Ю. Шевчук, І. Комаревич, Н. Юречко, А. Блик, М. Корнутяк, Д. Кальмучин, Н. Тацишин, Р. Трохимук, Л. Качала, О. Лановий та багато інших[джерело?].
Видав книгу-довідник «На сцені Львівської опери».
Володимир Ігнатенко помер під час міжнародного конкурсу вокалістів в Донецьку. Похований на 78 полі Личаківського цвинтаря у Львові.

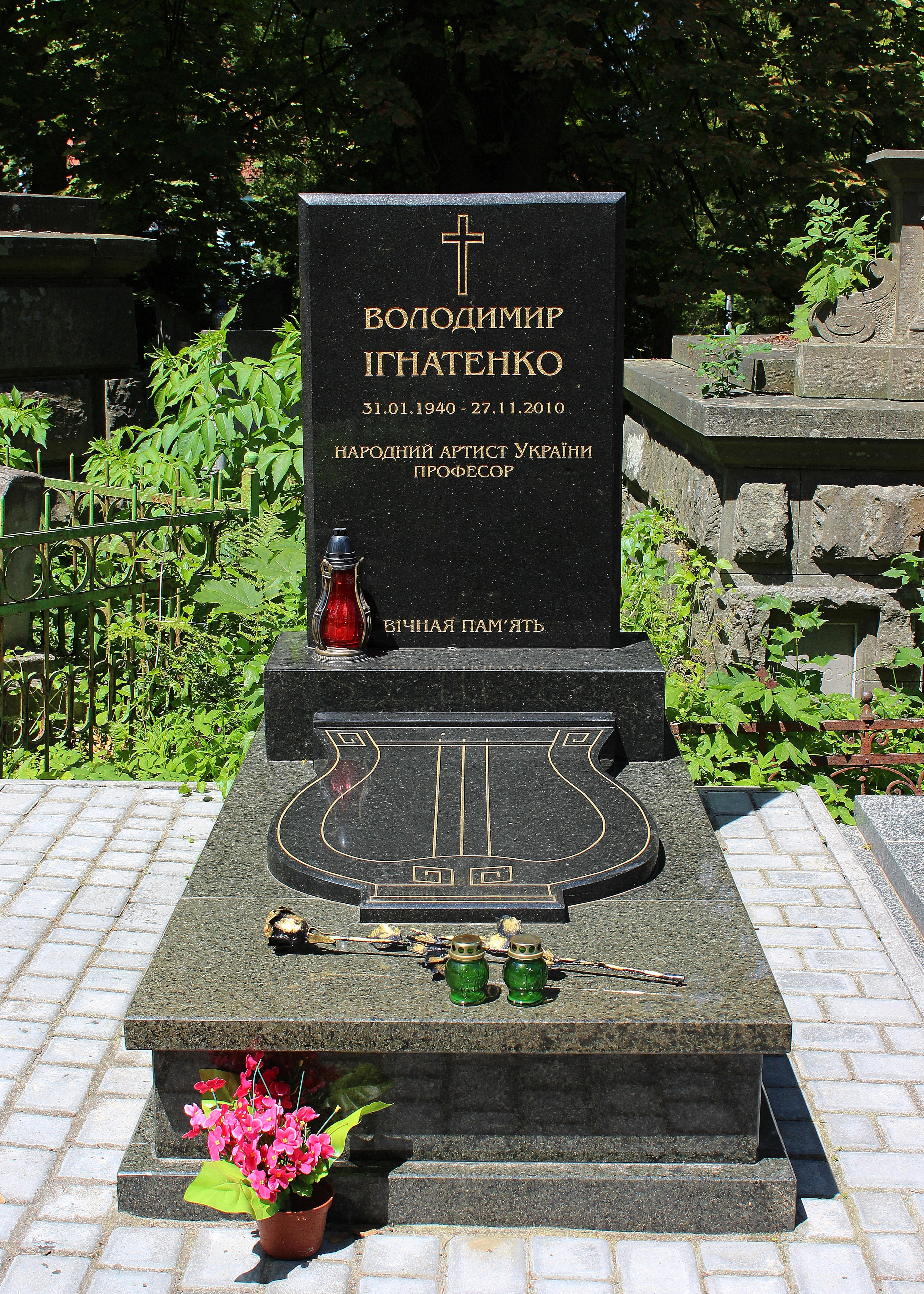

## Репертуар
Партії з опер:
- Б. Лятошинського «Травіата» — Максим;
- Ю. Мейтуса «Украдене щастя» — Микола Задорожний;
- М. Лисенка «Тарас Бульба» — Андрій;
- М. Лисенка «Різдвяна ніч» — Вакула;
- К. Данькевича «Назар Стодоля» — Назар;
- М. Скорика «Мойсей» — Азазель;
- П. Чайковського «Пікова дама» — Герман;
- П. Чайковського «Іоланта» — Водемон;
- П. Чайковського «Мазепа» — Андрій;
- С. Монюшка «Галька» — Йонтек;
- С. Монюшка «Зачарований замок» — Стефан;
- Ж. Бізе «Кармен» — Хозе;
- Дж. Верді «Отелло» — Отелло;
- Дж. Верді «Аїда» — Радамес;
- Дж. Верді «Ернані» — Ернані;
- Дж. Верді «Дон Карлос» — Дон Карлос;
- Дж. Верді «Трубадур» — Манріко;
- Р. Леонкавалло «Паяци» — Каніо;
- Ж. Оффенбаха «Казки Гоффманна» — Гоффманн.